# Úlfsvatn
Úlfsvatn är en sjö på Island. Dess yta är 3,8 km2.